# إلمر ريس
إلمر ريس (بالإنجليزية: Elmer Gethin Rees)‏ هو طوبولوجي ورياضياتي بريطاني، ولد في 19 نوفمبر 1941 في Llandybie ‏ في المملكة المتحدة، وتوفي في 4 أكتوبر 2019.